# Svjatoj
Svjatoj o Pjuchasaari (in russo Святой, Пюхасаари; in finlandese Pyhäsaari  "isola santa") è un'isola dell'arcipelago di Valaam situata nella parte settentrionale del lago Ladoga. Anticamente era anche chiamata Pjucha Sara, Pjucha e Ygrjumyj (Пюха Сара, Пюха, Угрю́мый).
Amministrativamente fa parte del Sortaval'skij rajon della Repubblica di Carelia, nel Circondario federale nordoccidentale, in Russia. Svjatoj si trova a nord-est dell'isola di Valaam, tra quest'ultima e le isole Bajevye.

## Storia
Alcune leggende narrano che il monaco Aleksandr Svirsky decise di ritirarsi per 10 anni su Svjatoj dopo essersi stabilito su Valaam.
Nel XVIII secolo vi fu eretto un monastero e poco dopo una chiesa in onore del monaco. È ancora visitabile la grotta dove viveva Sant'Aleksandr Svirskij; una massiccia croce di legno si trova vicino all'ingresso della grotta.